# Бектелвил (Пенсилванија)
Бектелвил (енгл. Bechtelsville) град је у америчкој савезној држави Пенсилванија.

## Демографија
По попису из 2010. године број становника је 942, што је 11 (1,2%) становника више него 2000. године.
| Група             | 2000.       | 2010.       |
| Белци             | 923 (99,1%) | 919 (97,6%) |
| Афроамериканци    | 1 (0,1%)    | 2 (0,2%)    |
| Азијати           | 1 (0,1%)    | 1 (0,1%)    |
| Хиспаноамериканци | 6 (0,6%)    | 12 (1,3%)   |
| Укупно            | 931         | 942         |